# Bohumil Ubr
Bohumil Ubr (10. října 1919 Jámy – 14. dubna 1985) byl československý politik. V letech 1949–1952 byl předsedou Ústředního národního výboru města Brna, a tedy nejvyšším představitelem města.
Za druhé světové války byl účastníkem domácího odboje, za svou činnost byl také vězněn. Roku 1948 se stal prvním náměstkem předsedy Ústředního národního výboru města Brna Vladimíra Matuly, kterého o rok později ve funkci vystřídal. V čele města působil do roku 1952. Mj. zorganizoval akci „Občané budují své město“, díky níž vznikly parčíky a dětská hřiště, nechal obnovit brněnské výstaviště a zahájil přípravu druhého březovského vodovodu. Podle soudobého tisku byl z funkce odvolán, protože „neplnil svěřené úkoly a neviděl hlavní předpoklad úspěchu své práce v kolektivním úsilí celé lidové správy, všech jejich funkcionářů a zaměstnanců“.